# Silvergrogg

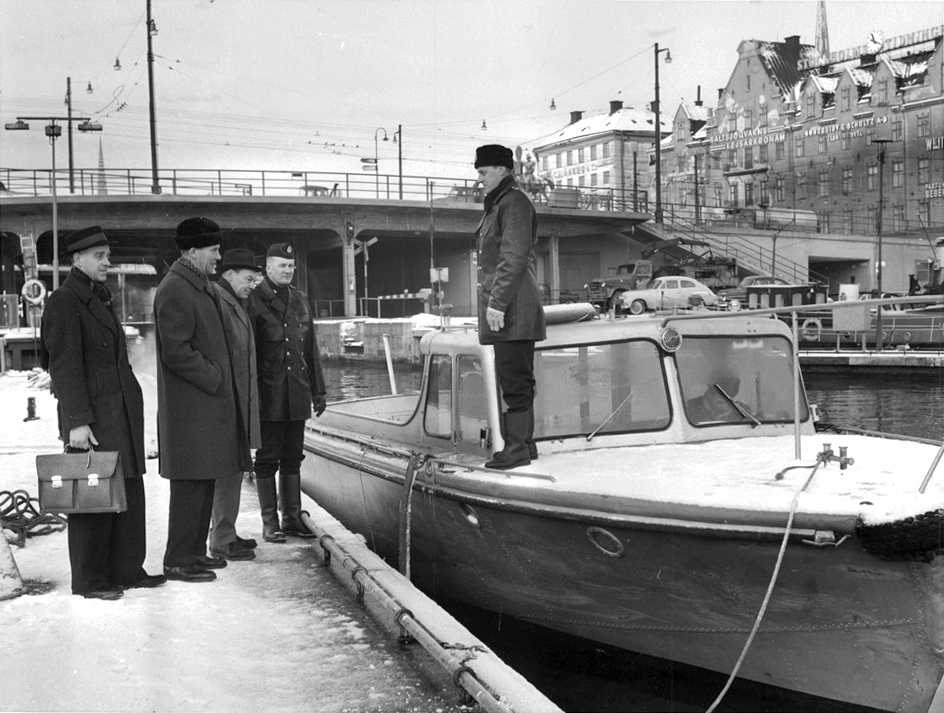
Silvergrogg lämnar Slussen för sista gången, den 18 december 1962.

Silvergrogg var en polisbåt i Stockholm. Den byggdes 1949 och ersatte Polisbåt No. 1'. Den var i bruk fram till 1963 i Stockholmsområdet, där dåvarande Stockholms hamnpolis| hade sitt högkvarter i Nikolai polisstation på Själagårdsgatan i Gamla stan. Båtens informella namn kom av att den var silverfärgad samt att dess tilläggsplats var bredvid Grogg-bolagets bogserbåtar Starkgrogg och Grogg vid Franska bukten vid Slussen. Namnet anspeglade eventuellt också på den tidigare spritsmugglingen från Finland till Stockholm, som polisen bekämpade.
Båten var byggd av Gustavsson & Andersson Varv  AB på Lidingö, åtta meter lång och 2,5 meter bred. Den hade två Chrysler Crown-motorer på vardera 115 hk och en högsta hastighet av 30 knop.
Silvergrogg ersattes 1962 av Vakaren, byggd på samma varv.